# Géographie du Tadjikistan
Le Tadjikistan est un pays d'Asie centrale entouré par le Kirghizistan au nord, l'Ouzbékistan au nord et à l'ouest, la Chine à l'est et l'Afghanistan au sud. Son terrain est très accidenté : environ 93 % du pays est couvert de montagnes. Les deux chaînes principales, le Pamir et l'Alaï, abritent les sources de moult fleuves et rivières alimentés par des glaciers ; c'est cette eau qu'on utilise pour irriguer les champs agricoles depuis l'Antiquité. L'autre chaîne importante de cette région de l'Asie, le Tian Shan, touche la frontière nord du pays. Les montagnes séparent les deux plus grandes villes, dans les plaines du sud et du nord.

## Dimensions et frontières
Le Tadjikistan a une superficie de 143 100 km2. Il mesure 700 km d'est en ouest et 350 km du nord au sud. Sa frontière, très accidentée et tortueuse, est longue d'environ 3 000 km, dont 430 avec la Chine à l'est et 1 030 avec l'Afghanistan au sud. La plus grande partie de la longue frontière avec l'Afghanistan suit le parcours de l'Amou-Daria et son affluent, le Panj (Daria-e Panj), qui puise ses sources en Afghanistan et au Tadjikistan. Les autres voisins du pays sont l'Ouzbékistan à l'ouest et au nord le Kirghizistan.

## Topographie
Les altitudes plus basses du Tadjikistan se situent dans le nord et dans le sud du pays, séparées par trois chaînes montagneuses de la section occidentale du Tian Shan. Essentiellement parallèles, les chaînes sont le Turkestan, le Zeravchan, et le Hisor (ou Gissar). Cette dernière se situe au nord de la capitale, Douchanbé, elle-même dans le centre-ouest du pays.
Plus de la moitié du pays est au-dessus de 3 000 m. Même les plaines, dont la vallée de Ferghana au nord et les plaines au sud-ouest (dont la vallée de Gissar), sont bien au-dessus du niveau de la mer. Les pics de la chaîne Turkestan vont jusqu'à 5 510 m, les montagnes les plus importantes étant près de la frontière avec le Kirghizistan au sud-est. Cette région est dominée par le système Pamir-Alaï, qui abrite deux des trois montagnes les plus hautes de l'ex-Union soviétique : le pic Lénine et le pic Ismail Samani (autrefois « pic du Communisme »), de 7 134 et de 7 495 m respectivement. Plusieurs autres montagnes de la région dépassent les 7 000 m.
Les montagnes abritent de nombreux glaciers ; le plus grand, le glacier Fedtchenko, a une superficie de 700 km2 et est le plus grand glacier au monde en dehors des régions polaires.

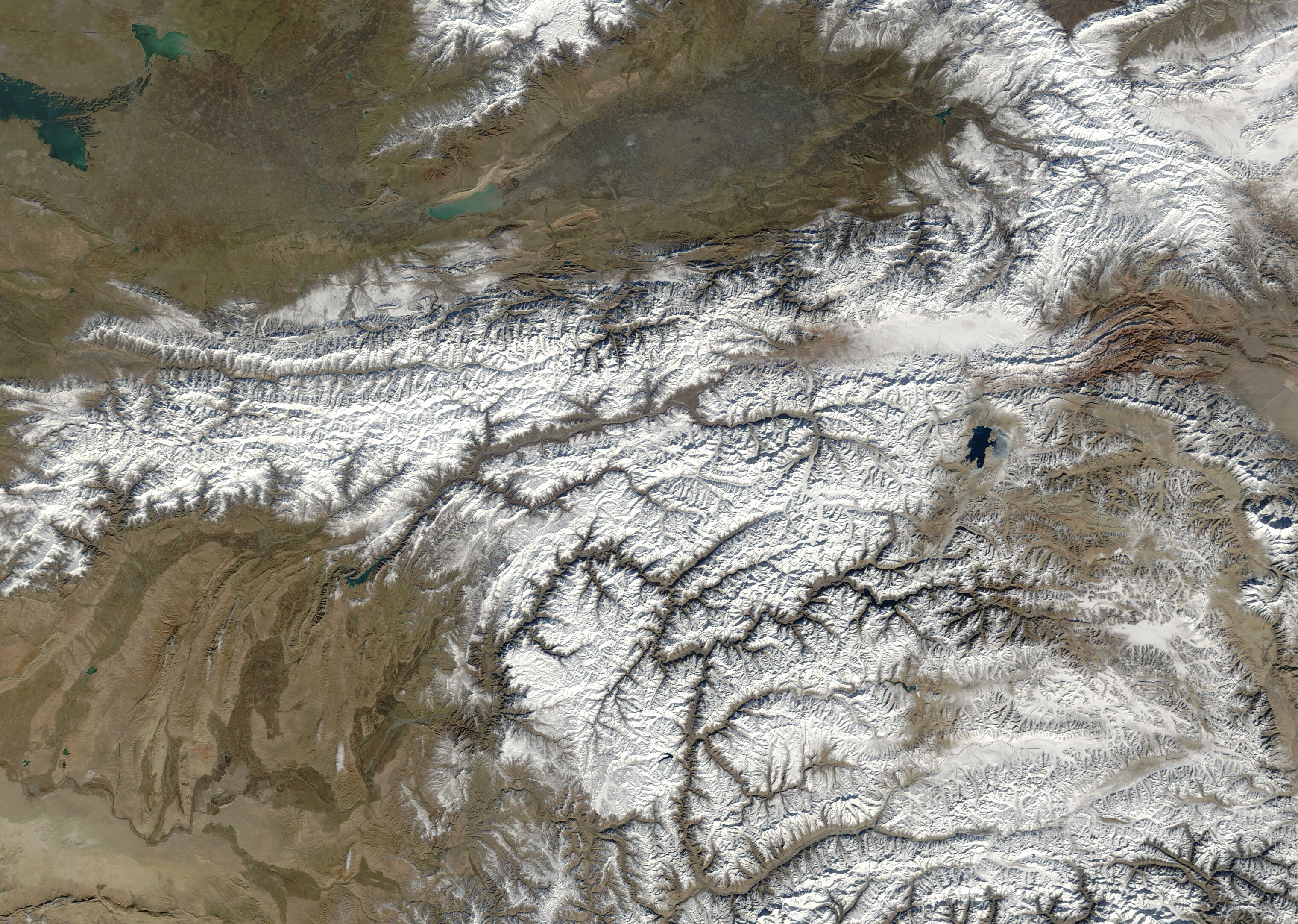
Image satellite du Tadjikistan en novembre 2003.

Le pays étant situé sur une faille active, il subit de fréquents séismes.
La vallée de Ferghana, la région la plus densément peuplée de l'Asie centrale, s'étend du nord du Tadjikistan à l'Ouzbékistan à l'ouest et au Kirghizistan à l'est. Cette longue vallée, située entre deux importantes chaînes montagneuses, a son altitude la plus basse, 320 m, à Khodjent sur le Syr-Daria. Les fleuves amènent de riches sédiments dans la vallée depuis les montagnes environnantes, créant ainsi des oasis de terres fertiles longtemps célèbres.

### Pamir
Le Tadjikistan possède plusieurs des plus hautes montagnes du monde, dont le Pamir, fournissant de l'eau à une partie de l'Asie centrale ; 93 % du pays est recouvert par des montagnes d'altitudes variant de 300 m à presque 7 500 m, avec presque 50 % du territoire au-dessus de 3 000 m.
Les chaînes montagneuses sont séparées par des centaines de canyons, vallées et gorges, au fond desquels coulent des fleuves qui rejoignent des vallées plus grandes où se situent les centres urbains. Le Pamir en particulier abrite beaucoup de glaciers.
La partie occidentale de la vallée de Ferghana est dans le nord du pays ; les vallées du Kafirnigan et du Vakhch sont au sud-ouest.
La frontière du nord est composée par le chaînon Trans-Alaï, dont le pic le plus élevé est l'Ismail Samani à 7 495 m. La frontière du sud est composée par les chaînes les plus septentrionales du Karakoram.

## Hydrographie

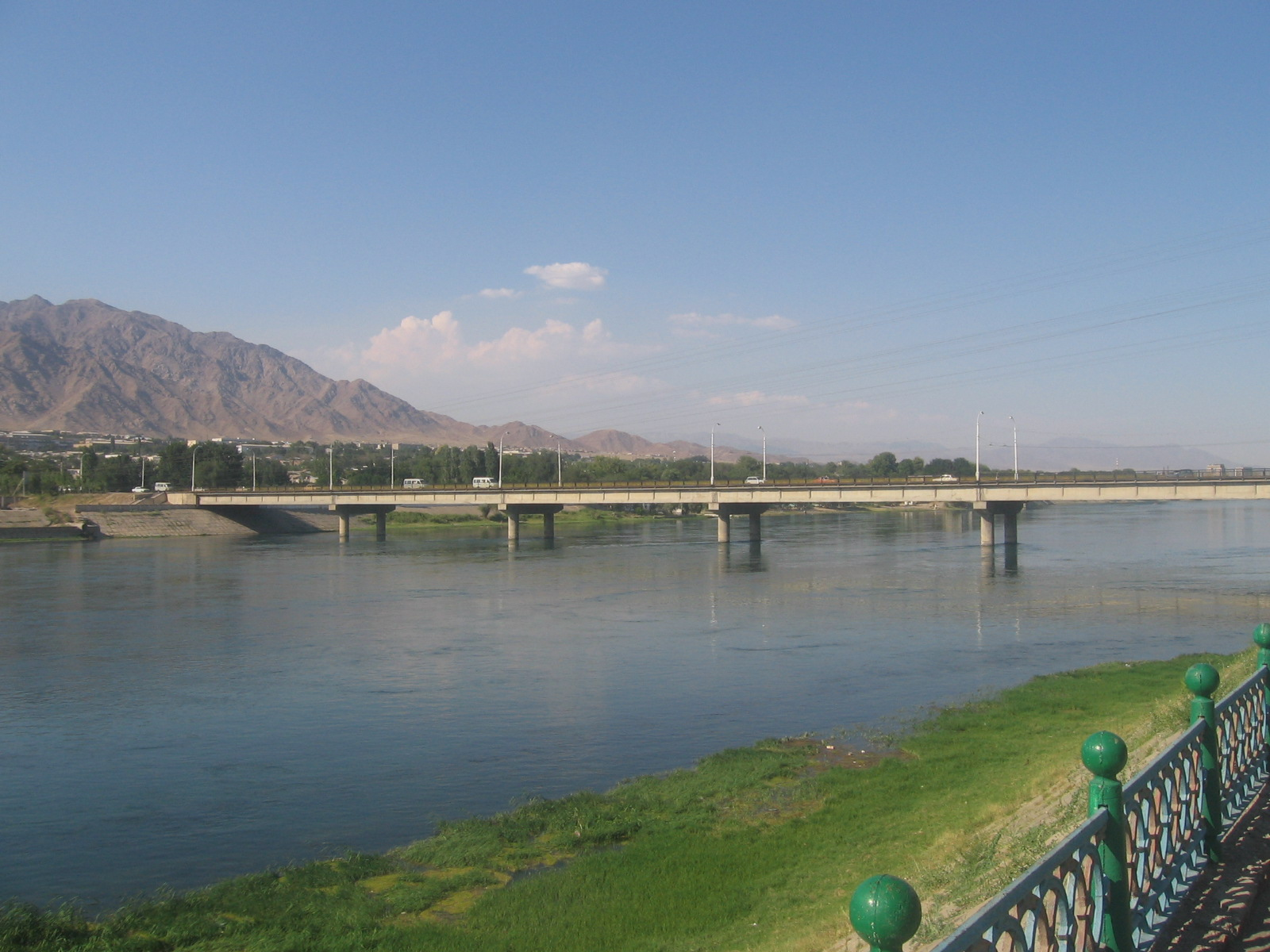
Le Syr-Daria à Khodjent.

Le très dense système fluvial tadjik a deux fleuves principaux : l'Amou-Daria et le Syr-Daria. Les affluents les plus importants de l'Amou-Daria sont le Vakhch et le Kafirnigan (ou Kofarnihon), qui forment des vallées allant du nord-est au sud-ouest dans la partie occidentale du pays. L'Amou-Daria est le fleuve le plus important de toute l'Asie Centrale. La partie supérieure du fleuve, le Panj, est long de 921 km. Le nom du fleuve change où le Panj, le Vakhch et le Kofarnihon se mêlent au sud-ouest du Tadjikistan. Le Vakhch, appelé Kyzyl-Suu au Kirghizistan et Sourkhob dans le centre-nord du Tadjikistan, est le deuxième cours d'eau le plus important au sud du pays après le système Amou-Panj. Pendant l'ère soviétique plusieurs barrages sur le Vakhch ont été construits pour faciliter l'irrigation et la production d'énergie hydroélectrique, notamment à Norak (ou Nurek), à l'est de Douchanbé, où l'un des plus hauts barrages du monde créa le réservoir de Norak. Plusieurs usines furent aussi construites sur le Vakhch pour utiliser l'eau à divers buts.
Les deux fleuves les plus importants du nord du Tadjikistan sont le Syr-Daria et le Zeravchan. Le Syr-Daria, deuxième plus long fleuve d'Asie Centrale, coule pendant 195 km dans la vallée de Ferghana dans l'extrême nord du Tadjikistan. Le Zarafchan coule au centre du Tadjikistan sur 316 km.
Le débit des cours d'eau du Tadjikistan augmente deux fois par an : au printemps, à cause des pluies et de la neige qui fond sur les montagnes, et en été, à cause de la fonte des glaciers. L'eau d'été est la plus utile pour l'irrigation, particulièrement dans la vallée de Ferghana et les vallées du sud-est du pays.
La plupart des lacs du Tadjikistan furent créées par les glaciers et se trouvent dans la région du Pamir. Le plus grand, le Kara-Kul, est un lac salin dépourvu de vie, située à 4 200 m.

### Cours d'eau
- Amou-Daria - Piandj
- Bartang
- Gunt
- Kafirnigan
- Muksu
- Murghab
- Obihingou
- Oksou
- Syr-Daria
- Sourkhandarya
- Vakhch également appelé Sourkhob
- Vanch
- Varzob
- Yaghnob
- Yazgoulem
- Zeravchan

## Climat
Le climat du Tadjikistan est continental, subtropical et semi-aride avec quelques régions désertiques. Le climat change radicalement avec l'élévation. La vallée de Ferghana et les autres zones de basse altitude sont protégées des masses d'air froid arctiques par les montagnes mais voient chaque année plus de cent jours à des températures inférieures à 0 °C. Dans les vallées subtropicales du sud-ouest, qui ont les plus hautes moyennes de température du pays, le climat est aride (quoique certaines régions sont bien irriguées pour permettre l'agriculture).
Les élévations les plus basses du pays voient une moyenne de 23º à 30 °C en juillet et de - 1º à 3 °C en janvier. Dans les Pamir orientaux, la moyenne est de 5º à 10 °C en juillet et de - 15º à −20 °C en janvier.
Le Tadjikistan est le pays d'Asie Centrale qui voit le plus de précipitations, avec une moyenne annuelle de 500 à 600 mm dans les vallées de Kafirnigan et de Vakhsh au sud et de 1 500 mm dans les montagnes. Le glacier Fedtchenko voit jusqu'à 2 236 mm de neige chaque année. Il n'y a que dans la vallée de Ferghana et dans les régions protégées par les montagnes qu'on trouve des précipitations similaires au reste de l'Asie Centrale : dans les Pamir orientaux moins de 100 mm tombe chaque année.
La plus grande partie des précipitations tombe en hiver et au printemps.

## Problèmes environnementaux
La plupart des problèmes environnementaux du Tadjikistan sont liées à la politique agricole décidée par le gouvernement soviétique. En 1991 l'usage répandu d'engrais non-biologiques et des produits agrochimiques était déjà un facteur important de la pollution dans le pays. Parmi les produits on trouvait le DDT, banni par un accord international, et plusieurs défoliants et herbicides. En plus des dommages infligés à l'air, la terre et l'eau, les produits agrochimiques ont contaminé les graines de coton, dont l'huile est souvent utilisée dans la cuisine locale. Les cultivateurs de coton et leurs familles sont particulièrement susceptibles d'être touchés, par contact physique direct et par l'utilisation de branches de cette plante comme combustible. Toutes ces sources toxiques sont considérées comme contribuer grandement à la forte mortalité maternelle et infantile ainsi qu'aux maladies congénitales. En 1994, le taux de mortalité infantile était de 43,2 pour chaque mille naissances, le deuxième taux le plus élevé des anciennes républiques soviétiques. En 1990 il était de 40 pour mille.
Le coton nécessite une irrigation particulièrement intense. Dans les régions produisant le coton, les fermes furent établies sur la terre semi-aride ou aride. La période de croissance du coton est en été, quand il ne pleut pas dans ces régions. L'augmentation de 50 % de la production de coton, ordonnée par les autorités soviétiques et post-soviétiques entre 1964 et 1994 mit beaucoup de pression sur la distribution d'eau. Les réseaux d'irrigation mal conçus subirent des trop-pleins et des fuites qui augmentèrent la salinité du sol et la contamina de produits agrochimiques qui se distribuèrent à d'autres régions par les fleuves, dont la mer d'Aral.
Déjà dans les années 1980, presque 90 % de la consommation de l'eau en Asie Centrale fut à des fins agricoles. De ce pourcentage, 75 % venait des fleuves Amou-Daria et Syr-Daria, les affluents principaux de la mer d'Aral, sur la frontière avec le Kazakhstan et le Kirghizistan. Lorsque la disparition graduelle de la mer devenait de plus en plus connue dans les années 1980, la politique d'utilisation de l'eau devint un sujet délicat parmi les républiques soviétiques, dont le Tadjikistan, où se trouvent les sources de plusieurs fleuves importants, et de l'Ouzbékistan. À la fin de l'époque soviétique le gouvernement central avait relâché le contrôle central de la politique de l'eau de l'Asie Centrale, mais les républiques elles-mêmes ne s'étaient pas mises d'accord sur la politique d'allocation.
L'industrie cause beaucoup de problèmes de pollution également, notamment lors de la production de métaux non-ferreux. L'un des sites industriels les plus importants du pays, l'usine d'aluminium de Regar (aussi appelée Toursounzoda), à l'ouest de Douchanbé près de la frontière avec l'Ouzbékistan, produit d'énormes quantités de déchets en forme de gaz qui ont été dénoncés comme responsables de l'accroissement subite du nombre de maladies congénitales parmi la population locale.
En 1992 le Soviet suprême du Tadjikistan établit un Ministère de la protection de l'environnement. Toutefois, son activité fut largement limitée par les troubles politiques des années suivant l'indépendance du pays. Le seul groupe environnemental enregistré au Tadjikistan au début des années 1990 fut un chapitre de l'Alliance socio-écologique, la plus grande association environnementale informelle de l'ex-URSS. Le chapitre tadjik s'occupe surtout de recherche et d'organiser des manifestations contre le projet d'usine hydroélectrique à Roghoun.

### Zones protégées
Le Tadjikistan comptait en 2002 quelque 20 zones protégées, et parmi celles-ci 2 parcs nationaux:
- Le Parc national du Pamir d'une superficie de l'ordre de (12 260 kilomètres carrés, représentant près de 8 % de la surface du pays, recouvre une partie importante du plateau du Pamir.
- Le parc national naturel et historique du Shirkent de 31.900 hectares, est situé au sud des monts Gissar, à l'ouest du pays.

## Données brutes
Exploitation du sol :
- terres arables : 6 %
- cultures permanentes : 0 %
- pâturages permanents : 25 %
- forêt : 4 %
- autre : 65 % (est. 1993)

Terres irriguées : 6 390 km2 (est. 1993)
Catastrophes naturelles : séismes fréquents d'intensité variable et inondations et éboulis pendant la fonte de la neige au printemps.
Problèmes environnementaux : installations sanitaires insuffisantes ; salinité du sol croissante ; pollution industrielle ; usage excessif de pesticides ; usage excessif d'eau menant à la mer d'Aral pour irrigation.
Traités internationaux :
- partie à : Convention sur la diversité biologique, Protocole de Kyoto, désertification, modification environnementale, protection de la couche d'ozone.

### Sources
- (en) Cet article est partiellement ou en totalité issu de l’article de Wikipédia en anglais intitulé « Geography of Tajikistan » (voir la liste des auteurs).